# W. Hubert & Co.
W. Hubert & Co. is een voormalige machinefabriek uit Sneek. 
Het bedrijf werd in 1880 opgericht door Wopke Hubert (1852 -1894), oud-assistentbedrijfsleider van Stork (bedrijf) en voormalig bootmachinist Wessel Nieveen (1856 - 1931) en werd gevestigd in een nieuw bedrijfsgebouw aan de Ubbo Emmiusstraat en de Franekervaart in de wijk Noorderhoek. Men startte met reparatiewerk en was verder regionaal vertegenwoordiger en installateur van Stork, maar maakte vanaf 1884 ook eigen stoomketels. Na 1910 specialiseerde men zich in polderbemalingsinstallaties. Het beleef lange tijd een soort familiebedrijf, na het overlijden van de Hubert sr kwam zoon Hermanus in de leiding, na diens overlijden  werd in 1911 Nieveen sr alleen directeur, in 1931 opgevolgd door zijn zoon. Men richtte zich op het vervaardigen en onderhouden van onder meer diverse soorten (productie)machines, (stoom)schepen, stoommachines en bruggen. Hubert Stavoren B.V. maakt anno 2022 nog steeds screens- en afvalwaterbehandeling systemen in Stavoren. 

## groei en overnames
Na de bevrijding profiteerde Hubert van de naoorlogse modernisering van Nederland. Rioolwaterzuiveringsinstallaties waren, naast onder meer constructiewerk, pijlers in het productieassortiment. Het bedrijf te Sneek kampte met onderbezetting, in 1956 werd een filiaal te Surhuisterveen opgericht, 1965 een tweede te Oudega (Súdwest-Fryslân). In 1969 volgde de overname van plaats- en branchegenoot D. Rijpkema, in 1970 de vestiging van Jonker-DuCroo te Stavoren. De onderneming was inmiddels uitgegroeid tot een middelgroot bedrijf, met in 1972 480 werknemers. In dat jaar werd zowel het grootste deel van Stork Friesland overgenomen en nam Hoogovens een belang van 40% dat vervolgens uitgebreid werd tot 100%. De onderneming ging verder als Esmil Hubert, in 1974 volgde nieuwbouw van de hoofdvestiging te Sneek.   
De jaren tachtig waren roerig. In 1985 verkocht Hoogovens Hubert (dat toen ruim 800 werknemers telde) aan de combinatie Schellings Duursema. Er volgde een afsplitsing van de divisie die kaassystemen maakte, onder de naam P en F Hubert Industries die al in 1988 failliet ging en vervolgens weer ingelijfd werd door het voormalige moederbedrijf, de Hubert Group Holding. De 'kaasdivisie' Hubert Stork Cheese Systems ging in 1994 over naar branchegenoot Tebel MKT.    
De waterbehandelingsafdeling ging verder te Stavoren. Ze is sinds 2003 onderdeel van de Harlingen Holding Group, na eerder deel uitgemaakt te hebben van de volgende internationale organisaties: 1999 Vivendi Water, 1998 US Filter Group en in 1990 Troy Environ Group.

## Voetbalhistorie
Van 1974 tot 1990 was Hubert sponsor en naamgever van voetbalclub Hubert Sneek. Tegenwoordig heet de club Sneek Wit Zwart, maar de naam Hubert Sneek komt in de volksmond nog veel voor. In 1987 is de productie in de fabriek gestopt en zijn de gebouwen gesloopt en zijn er woningen gebouwd door de woningbouwvereniging Patrimonium. Enkele kantoren en de tekenafdeling zijn nog tijdelijk in gebruik geweest bij de Rijksbelastingendienst en de Nederlandse Heidemaatschappij. 
De rijke historie van de fabriek wordt beschreven in het boek Bijna honderd..., dat werd uitgegeven ter gelegenheid van het afscheid van directeur A. Jellesma in 1978.